# Gold Hill (Colorado)
Gold Hill é uma Região censo-designada localizada no estado americano de Colorado, no Condado de Boulder.

## Demografia
Segundo o censo americano de 2000, a sua população era de 210 habitantes.

## Geografia
De acordo com o United States Census Bureau tem uma área de
5,2 km², dos quais 5,2 km² cobertos por terra e 0,0 km² cobertos por água. Gold Hill localiza-se a aproximadamente 2111 m acima do nível do mar.

## Localidades na vizinhança
O diagrama seguinte representa as localidades num raio de 24 km ao redor de Gold Hill.